# Paya Kareung
Paya Kareung is een bestuurslaag in het regentschap Bireuen van de provincie Atjeh, Indonesië. Paya Kareung telt 129 inwoners (volkstelling 2010).